# Can Boi
Can Boi és una obra de la Vall d'en Bas (Garrotxa) protegida com a bé cultural d'interès local.

## Descripció
És una casa orientada a Sud-est, amb teulada a dues vessants. A la banda dreta de la façana principal hi ha una volta feta amb pedra que a la vegada fa funcions d'escala per accedir a l'entrada principal. Hi ha també una galeria feta amb fusta i una altra de més petita a la sortida d'un petit balcó. A la banda esquerra hi ha afegit a l'estructura original un cobert. Tant a la banda dreta com al darrere hi ha petites corts per bestiar de forma arrodonida i de la mateixa alçada de l'edifici.

## Història
Com la majoria de cases del poble de Joanetes, al segle xviii va viure un temps de creixement demogràfic, econòmic i fou transformada. L'estructura mostra que pot ser del segle xvi o anterior. La manca d'arxiu parroquial no permet donar més informació.